# منتخب العراق لكرة اليد للسيدات
منتخب العراق لكرة اليد للسيدات هو الممثل الرسمي للعراق في رياضة كرة اليد , شارك منتخب العراق للسيدات في بطولة غرب اسيا في ثلاثة نسخ , واحرز المركز الثاني في النسخة الثالثة التي اقيمت في الاردن بقيادة المدرب رعد خنجر , احمد ظافر صاحب محلل فني, محمد وفي ياسر مدرب حراس مرمى .

## إنجازات المنتخب

### بطولة غرب آسيا لكرة اليد للسيدات
| السنة | المركز |
| ----- | ------ |
| 2016  | الثالث |
| 2018  | -      |
| 2023  | الوصيف |